# Matros s Komety
Matros s Komety (Матрос с «Кометы») è un film del 1958 diretto da Isidor Markovič Annenskij.